# 텔레비전
텔레비전(영어: television 축약형은 TV 또는 tele 또는 telly, 문화어: 텔레비죤)은 동영상 및 화상신호를 전송하는 원거리 통신 대중 매체이다. 단색 또는 컬러로 된 화상정보를 전송하며 소리가 포함된 정보가 전달될 수 있다. 일상에서 텔레비전은 텔레비전 수상기, 텔레비전 프로그램, 텔레비전 방송 등을 뜻하는 말로 사용된다.
텔레비전은 원거리를 뜻하는 그리스어 τῆλε(텔레)와 보는 것을 뜻하는 라틴어 visio(비시오)가 합쳐져 만들어진 말이다.
텔레비전은 1930년대 중반에 처음 등장하여 뉴스, 광고, 엔터테인먼트와 같은 정보를 전달하였다. 1970년대에 들어 비디오 카세트나, 레이저디스크, VHS와 같은 주변기기들이 등장하였고, 1990년대 중반에는 DVD가 등장하였으며, 후반 이후 인터넷 프로토콜 텔레비전으로 양방향 통신이 가능하게 되었다.
폐쇄 회로 텔레비전 (CCTV)과 같은 여러 형태의 텔레비전이 있으나, 가장 일반적인 것은 공중파 그러고 지상파 텔레비전 방송이다. 텔레비전 방송은 라디오 방송과 같이 고출력의 방사주파수에 신호를 실어 송출한다. 사용되는 주파수는 54-890 MHz이다. 텔레비전 방송에 사용되는 신호는 생성 방식에 따라 아날로그와 디지털로 구분된다. 아직 많은 나라에서 아날로그 텔레비전 방송을 하고 있으나, 미국의 경우는 2007년부터 대부분의 텔레비전 방송이 디지털로 송출되고 있고, 대한민국의 경우도 2012년 12월 31일을 끝으로 아날로그 텔레비전 방송을 중단하고 디지털 방송만을 송출하게 되었다.
텔레비전 수상기는 전파 또는 케이블로 전달되는 방송 신호를 복조하는 전자 회로와 채널을 선택할 수 있도록 하는 튜너, 그리고 화상을 보여주는 디스플레이 장치로 구성되어 있다. 텔레비전 수상기를 구성하는 디스플레이 장치의 종류는 브라운관, LCD 패널, LED 패널 등으로 나뉜다. 디지털 신호를 처리할 수 있는 텔레비전은 디지털 텔레비전(영어: Digital Television, DTV)라고 하고, 화면의 해상도를 높인 방송을 수신할 수 있는 것은 고선명 텔레비전(영어: high-definition television, HDTV)라고 한다.

## 역사

### 기계식 텔레비전

닙코프 디스크

1873년 아일랜드의 전신 기사 윌러프비 스미스(Willoughby Smith)가 셀렌의 광전 효과를 발견하였다. 2년후인 1875년 미국의 조지 케리가 이를 이용하여 물체의 영상을 전기 신호로 바꾸는데 성공하였다. 셀렌으로 수많은 광전지를 만들어 각각을 전구에 연결한 뒤 셀렌 판 앞에 물체를 두자 전구가 물체의 윤곽을 나타낸 것이다.
그러나 케리의 텔레비전은 좋은 화상를 얻기 위해서 무수히 많은 전구와 전선이 필요하다는 안 좋은 단점이 있었다. 이러한 단점을 개선한 것은 1884년 독일의 전기 기술자 파울 고틀리프 닙코프(독일어: Paul Gottlieb Nipkow, 1860년 8월 22일 ~ 1940년 8월 24일)였다. 그는 셀렌판 앞에 24개의 구멍이 뚫린 원판을 세우고 이를 모터로 회전시켜 빛을 순차적으로 전달하도록 하였다. 이를 이용하여 수많은 광전지에서 나온 전기 신호를 하나의 전선으로 전달할 수 있었다. 신호를 전달받은 수상기는 같은 역의 방법으로 전구를 켜서 이미지를 재생할 수 있었다. 그는 영화의 기술과 같이 빛이 순차적으로 이미지를 재현하더라도 잔상 효과때문에 사람들은 전체의 이미지로 파악한다는 것을 이용하였다. 이러한 주사 방식은 텔레비전의 화상 표현 방법에 큰 영향을 주었다. 닙코프의 장치는 "전기망원경"이라 불렸다. 1926년 영국의 사업가 존 로지 베어드는 닙코프의 "전기망원경"을 이용한 사업을 시작하였다. 베어드가 "텔레바이저"(영어: televisor)라 부른 이 기계는 이후의 음극선관을 이용한 텔레비전과 구분하여 기계식 텔레비전이라 부른다. 1929년 BBC는 세계 최초로 기계식 텔레비전을 이용한 방송을 시작하였다.

### 전자식 텔레비전

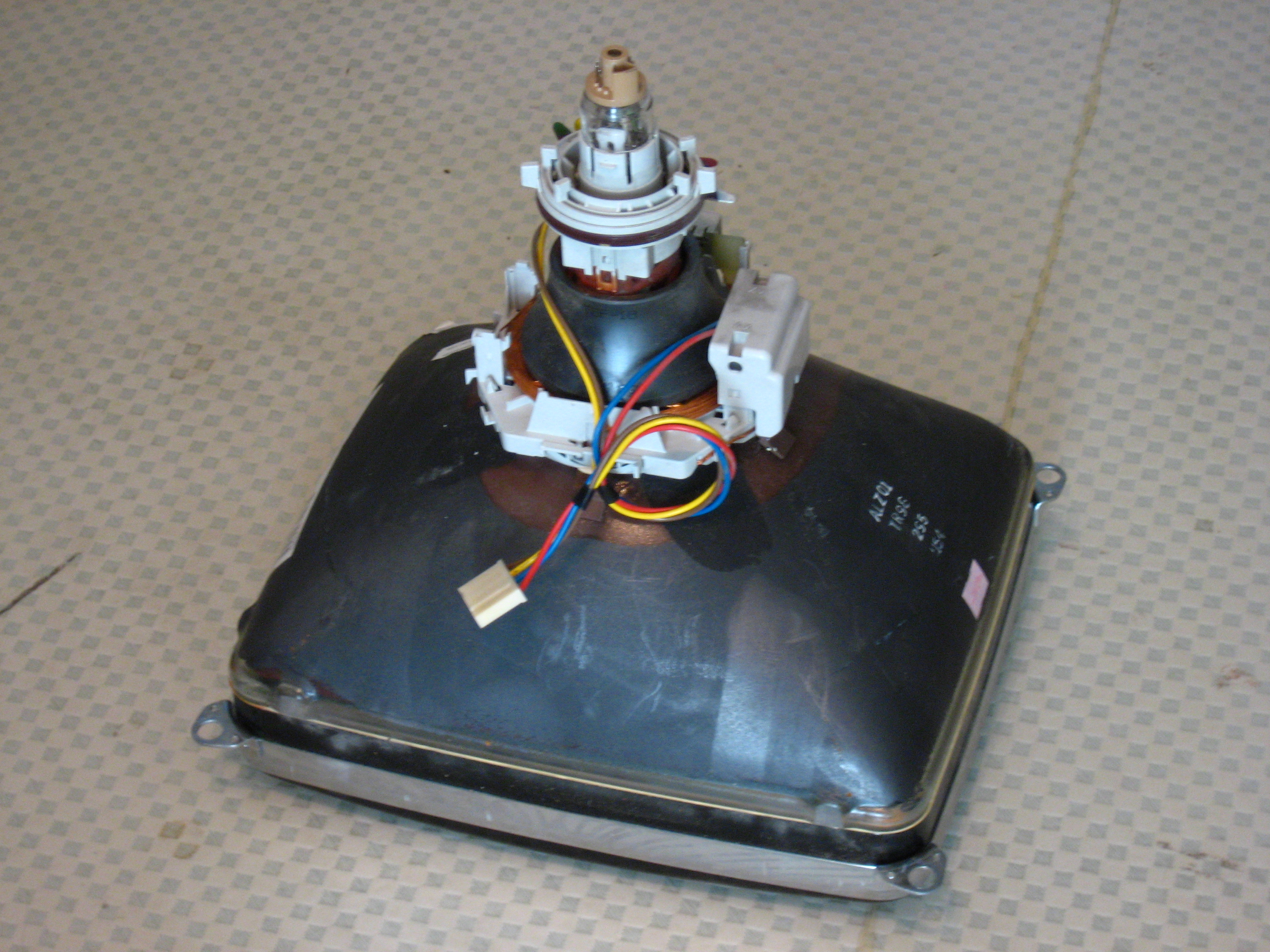
음극선관의 뒷면, 가운데에 전자총이 부착되어 있다.

1897년 카를 페르디난트 브라운(독일어: Karl Ferdinand Braun, 1850년 6월 6일 -1918년 4월 20일)이 음극선관을 발명하였다. 발명가인 브라운의 이름을 딴 브라운관이라고 널리 알려진 음극선관은 진공관과 같은 원리에 의해 전자총에서 발사된 전자가 형광물질을 입힌 화면에 부딪혀 나는 빛을 이용하여 화상을 재현하였다. 이후 LCD와 LED가 발명될 때까지 브라운관은 텔레비전 수상기를 비롯한 컴퓨터 모니터 등에 두루 쓰였다. 기계식 텔레비전에 대비된 음극선 방식의 텔레비전은 전자식 텔레비전이라 불렸다.

### 텔레비전 방송의 출현
| 1939년 이전     | 1980년 - 1989년 |
| 1940년 - 1949년 | 1990년 - 1999년 |
| 1950년 - 1959년 | 2000년 이후     |
| 1960년 - 1969년 | 미도입          |
| 1970년 - 1979년 | 데이터 없음     |

나라별 텔레비전 도입시기

텔레비전이란 말은 1900년 8월 25일 파리에서 열린 국제전기기술총회에서 처음으로 사용되었다. 그러나 제대로 된 텔레비전이 세상에 나오기 까지는 20년이라는 세월이 더 흘러야 했다. 그 동안 여러 과학자와 발명가들은 텔레비전의 발명을 성공시키기 위해 경쟁하였다. 미국의 발명가 필로 판즈워스(영어: Philo Farnsworth, 1906년 8월 19일 ~ 1971년 3월 11일)는 고등학교 졸업 무렵 자신의 스승이었던 톨만에게 전자식 텔레비전의 스케치를 보여주었고, 졸업 후 투자자를 모아 연구에 전념하여 1927년에 시제품을 발명하였다. 그의 발명은 1년 뒤에 일반인에게 알려져 1928년 9월 3일 《샌프란시스코 신문》은 "SF맨이 텔레비전 혁명을 일으켰다"고 보도하였다.
미국의 거대 방송사 RCA는 1930년 러시아에서 미국으로 이민한 발명가 블라디미르 K. 즈보리킨(러시아어: Владимир Козьмич Зворыкин, 1889년 7월 30일 - 1982년 7월 29일)를 고용하여 텔레비전의 발명을 진행하고 있었다. 블라디미르 즈보리킨은 판즈워스의 연구소를 방문한 뒤 그의 아이디어를 빌려 전자식 텔레비전을 완성하였다. RCA는 텔레비전 특허의 우선권을 주장하며 판즈워스와 특허권 분쟁을 일으켰다. RCA는 1939년 4월 뉴욕의 세계박람회에서 루즈벨트 대통령의 연설을 텔레비전으로 내보내며 자신들의 발명을 자랑하였으나 1939년 10월 판즈워스의 특허권을 인정하고 로열티를 지불하였다. 그러나 오래된 법정 분쟁으로 판즈워스는 이미 큰 타격을 입은 상태였다. 더욱이 곧바로 이어진 제2차 세계대전으로 인하여 텔레비전 산업은 제약을 받았다. 이로써 판즈워스는 대중의 관심에서 멀어졌다. 전쟁 이후 RCA는 미국 텔레비전 사업의 80%를 점유하는 독과점 기업이 되었고 자신들이 텔레비전을 발명했다고 광고하였다. 판즈워즈는 1957년 CBS의 텔레비전 퀴즈쇼를 통해 텔레비전의 발명가라는 것이 널리 알려지게 되었다. 1999년 타임지는 "20세기의 가장 중요한 100명"의 한 명으로 판즈워스를 꼽았다.
한편, 독일은 기존의 기술과 함께 즈보리킨과 여러 명의 특허권을 사들여 1935년에 세계에서 처음으로 텔레비전 방송을 시작하여 1936년 베를린 올림픽을 생중계했다.

### 컬러 텔레비전의 도입

컬러 텔레비전 기술 표준 사용 현황

컬러 텔레비전 방송은 이미 기계식 텔레비전 시기부터 시도되었다. 존 로지 베어드는 1928년 7월 3일 삼원색을 이용한 세 개의 닙코프 디스크를 조합하여 컬러 영상을 송출하는 기계식 텔레비전 방송을 시연하였고, 1938년 2월 영국의 도미니언 극장에서 210개의 라인으로 된 최초의 컬러 텔레비전 방송을 송출하였다.
전자식 텔레비전 기술을 이용한 컬러 텔레비전 방송은 제2차 세계 대전 이후 미국의 연방 통신 위원회에서 추진되었다. 1950년 1월 12일 콜롬비아 방송 시스템은 워싱턴 D.C.에서 8대의 수상기를 통해 컬러 텔레비전 방송을 시범 송출하였다. 이 시범 방송은 몇 개의 저녁 프로그램을 구성하여 같은 해 2월 13일부터 21일까지 재개되었다. 뉴욕에서는 1950년 11월 14일 콜롬비아 방송 시스템이 공공 장소에 컬러 텔레비전 수상기를 설치하여 방송을 시작하였고, 시카고에서는 이듬해 1월 10일부터 방송이 시작되었다.
1953년 RCA는 흑백 텔레비전에서도 호환가능한 컬러 텔레비전 기술 표준인 NTSC(영어: National Television Systems Committee, 전국 텔레비전 시스템 위원회) 규격을 발표하였다. 한편, 유럽에서는 1956년 프랑스가 SECAM(프랑스어: Sequentiel Couleur Memoire) 방식을 컬러 텔레비전 기술 표준으로 삼았고, 독일은 1962년 PAL(영어: Phase Alternating Line)을 컬러 텔레비전 기술 표준으로 삼았다. 이후 아날로그 컬러 텔레비전 방송은 이 세 규격 가운데 한 가지를 사용하고 있다.

### 프로젝션 TV
화면이 넓은 차세대 대형 TV로 1980년대부터 국내에도 보급되기 시작됐다.
아파트 평수가 큰 집들이 많아지면서 대형 TV가 필요해지고, 기업연수원이라든가 회의실, 식당, 소극장, 다방, 목욕탕, 찜질방 등의 접객업소, 사찰, 교회, 성당 등의 종교시설, 호텔, 공연장의 로비, 역, 터미널, 공항 대합실 등의 다중 밀집 지역에서 슬라이드보다 작고 간편한 스크린이 필요해지면서 개발되기 시작했다.
일반 TV 방송 시청은 물론 비디오테이프, LD(레이저디스크) 등을 프로젝션 TV로 보는 것도 가능하다.
프로젝션 TV로 비디오테이프 영화를 볼 경우, 테이프에 담긴 영상신호를 VCR 플레이어가 재생해 프로젝션 TV로 보내면 프로젝션 TV 내부에 있는 직경 약 4인치 크기의 반투명 소형 액정(LCD)화면이 이를 받아 영상을 재현한다.
화면이 맺힌 이 액정화면을 뒤에서 '프로젝터'(전자영상기) 가 강한 빛을 쏘여 렌즈를 통해 화면을 확대, 거울에 반사시켜 스크린에 영상을 투영하는 원리다.

### 디지털 텔레비전

디지털 텔레비전 기술 표준 사용 현황

디지털 텔레비전은 동영상을 디지털 방식으로 변조하여 송출하는 텔레비전 기술이다. 기존의 아날로그 방식으로 송출되던 텔레비전 신호와 변조 방식이 다르기 때문에 시청을 위해서는 디지털 신호를 복조할 수 있는 수상기나 별도의 복조 장치가 필요하다.
디지털 텔레비전은 복조 방식뿐만 아니라 아날로그 텔레비전에 화면의 비율, 해상도, 부가 서비스 등에서도 차이가 있다.
| 구분                                                    | 아날로그 텔레비전 | 디지털 텔레비전                    | 디지털 텔레비전                    |
| 구분                                                    | 아날로그 텔레비전 | SDTV                               | HDTV                               |
| ------------------------------------------------------- | ----------------- | ---------------------------------- | ---------------------------------- |
| 화면비율                                                | 4:3               | 4:3(16:9)                          | 16:9                               |
| 해상도                                                  | 525/625           | 704(640) X 480                     | 1920 X 1080 1280 X 720             |
| 음성다중                                                | 2CH(스테레오)     | 5.1CH                              | 5.1CH                              |
| 부가 서비스                                             | 캡션, 음성다중 등 | 전자 프로그램 안내, 데이터 방송 등 | 전자 프로그램 안내, 데이터 방송 등 |
| 출처: 아날로그 TV와 디지털 TV 간단비교,삼성전자, LG전자 |                   |                                    |                                    |

디지털 텔레비전의 기술표준은 유럽과 아프리카, 오스트레일리아 등지에서 쓰이는 DVB 방식, 미국에서 개발하여 북미지역과 한국에서 쓰이는 ATSC 방식, 일본에서 개발하여 일본, 필리핀, 남미에서 쓰이는 ISDB방식, 그리고 중국의 독자적 표준인 DTMB 방식이 있다.
ATSC 방식은 잔류측파대 변조(VSB, Vestigial Sideband) 방식을 기반으로한 디지털 텔레비전 방송 규격으로, 2009년 모바일 디지털 텔레비전을 위해 규격을 확장하였다. 이에 비해 DVB 방식은 다중 반송파 전송 방식인 직교 주파수 분할 다중화(OFDM, Orthogonal Frequency Division Multiplexing) 기술을 기반으로 하고 있다.
세계 각지에서 디지털 텔레비전의 보급이 일반화 되고 있으며 이에 따라 아날로그 텔레비전 방송은 순차적으로 중단되고 있다. 2008년 고려대학교 사회학 박사인 정군기 교수는 디지털 텔레비전의 보급은 정보의 소외 계층을 발생시킬 수 있으며 이에 따른 수용자 대책 보완이 필요하다고 지적한 바 있다.

## 수상기

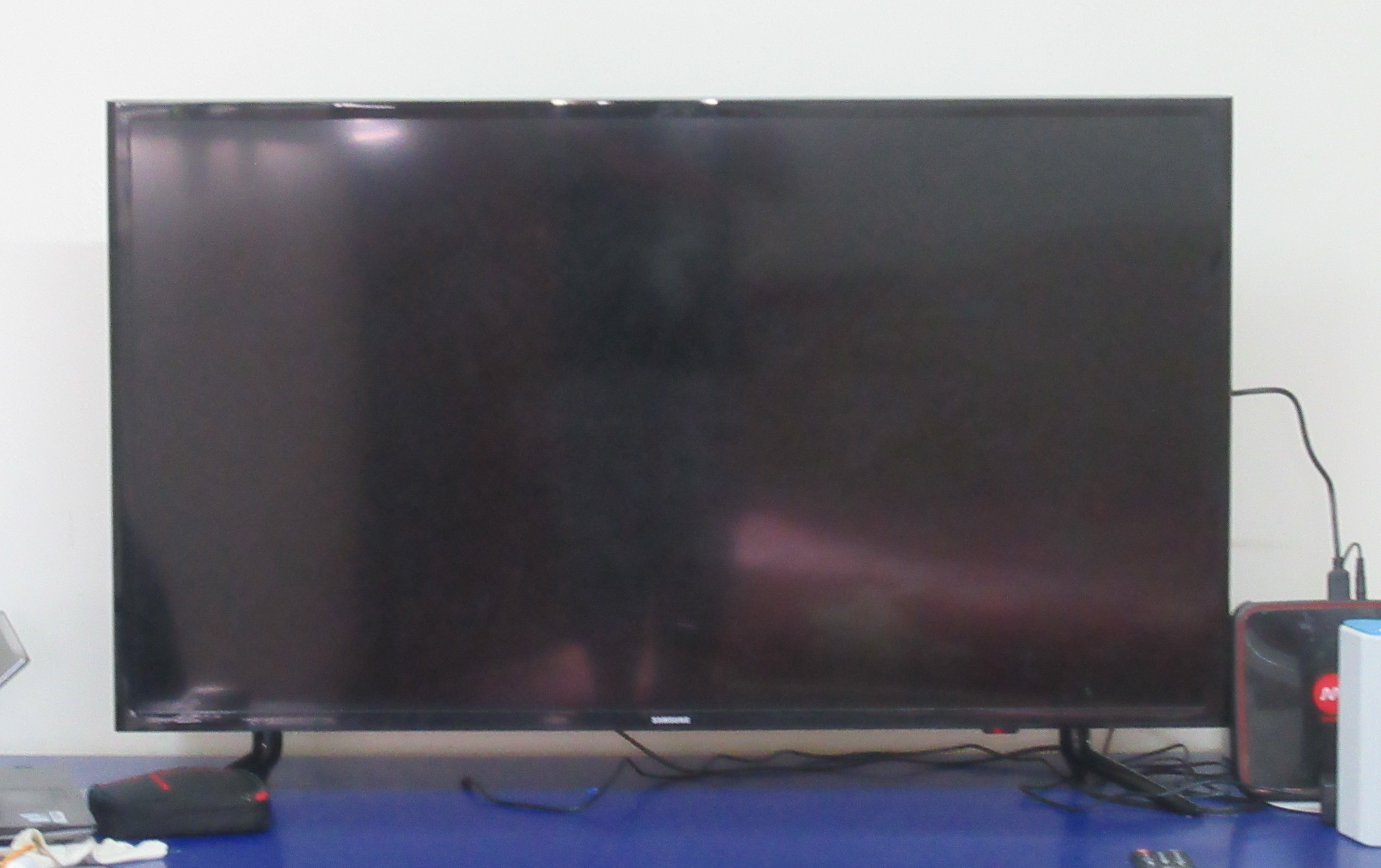
삼성 LED TV

텔레비전 수상기는 동영상을 복조하여 재생하는 방식에 따라 브라운관 텔레비전, LCD 텔레비전, LED 텔레비전 등으로 나뉜다.

## 프로그램
텔레비전 프로그램의 제작과정은 콘텐츠의 기획, 연출 및 촬영, 편집으로 이어진다. 콘텐츠는 뉴스, 드라마, 엔터테인먼트, 광고 등 다양하다.

## 송출과 수신
제작된 텔레비전 프로그램은 텔레비전 방송 시스템을 통해 송출된다. 텔레비전 방송 시스템에서는 콘텐츠를 전자 신호로 변조 (Coversion)한 후 증폭기를 이용하여 증폭(Amplifying)하고, 안테나를 통해 송출(Sending)하게 된다. 송출된 신호는 텔레비전 수상기를 통해 수신(Recieving)된다.

## 같이 보기
- 고선명 텔레비전
- 디지털 멀티미디어 방송
- 디지털 텔레비전
- 아날로그 텔레비전
- 아마추어 텔레비전
- 인터넷 프로토콜 텔레비전
- 텔레비전 드라마
- 텔레비전 수상기
- 텔레비전 프로그램
- 폐쇄회로 텔레비전
- 흑백 텔레비전
- 컬러 텔레비전
- 필로 판즈워스
- 틀:디지털 영상 방송 표준
- 국가별 컬러 텔레비전 방송 시작년도

## 주해
1. ↑  VSB Vestigial Sideband 잔류 측파대, ktworld 정보통신기술용어 해설
2. ↑  OFDM, Orthogonal Frequency Division Multiplexing, ktworld 정보통신기술용어 해설